# Голуб'євка
Голуб'євка (рос. Голубьевка, ерз. Голубьевка) — селище у складі Єльниківського району Мордовії, Росія. Входить до складу Надеждинського сільського поселення.
Населення — 16 осіб (2010; 20 у 2002).
Національний склад (станом на 2002 рік):
- росіяни — 95 %